# Lambert Daneau
Pour les articles homonymes, voir Daneau.
Lambert Daneau, latinisé en Danœus, né vers 1530 à Beaugency et mort le 14 novembre 1595 à Castres, est un théologien et juriste calviniste français.

## Biographie
Daneau descendait d’une famille anoblie par Charles VII. Resté très tôt orphelin, il fut confié aux soins d’un tuteur qui l’envoya à l’université d'Orléans étudier le droit sous Anne Du Bourg. Témoin de la mort héroïque de ce dernier, il voulut approfondir les doctrines d’une religion qui inspirait tant de constance à ses disciples. Parti, en 1560, pour Genève, il y renonça à la jurisprudence pour se vouer à la théologie où il fit de si grands progrès qu’il a passé pour un des plus savants théologiens de l’Église protestante de France.
Après avoir été consacré pasteur, Daneau revint en France, en 1562, où il fut appelé à desservir l’église de Gien. L’église de Gien était alors si florissante qu’il fallut, peu de temps après, lui donner Étienne de Brulières pour troisième pasteur. Les évènements de la première guerre de Religion l’obligèrent à se retirer à Sancerre, en janvier 1563, tandis que son collègue La Vallée cherchait refuge à Châtillon-sur-Loing. Rentré à Gien à la conclusion de la paix, il continua à y desservir l’église réformée jusqu’en 1572, quand le massacre de la Saint-Barthélemy le força à se sauver de nouveau à Sancerre.
La même année, Daneau ayant réussi à gagner Genève, il fut donné pour pasteur à Vandœuvres, au mois d’octobre. Son séjour à la campagne rendant trop pénibles les fonctions de professeur de théologie auxquelles il avait été nommé dès 1572, il fut appelé dans la ville, le 25 juin 1574. En 1584, il obtint gratuitement le droit de bourgeoisie genevoise, faveur qui ne l’empêcha pas, la même année, d’accepter une chaire à l’université de Leyde. Zélé partisan du comte de Leicester, il fut compris dans la proscription qui frappa les chefs de la faction de ce favori de la reine Élisabeth, et se retira à Gand d’où il fut bientôt chassé par les troubles.
Rentré en France, il alla demander asile au roi de Navarre. Après avoir rempli les fonctions pastorales à Orthez et à Lescar, il fut choisi pour remplacer, à Castres, Olaxo, qui avait été déposé sur les plaintes du consistoire. La population, dont Olaxo avait gagné la faveur, accueillit fort mal les ministres Devaux et Montcassin, chargés par le Synode national de Montauban de notifier à l’église la confirmation de la sentence de déposition. Il y eut même une espèce d’émeute que le départ d’Olaxo pour son Espagne natale apaisa. Daneau, que le docteur Jacques Bissol était allé chercher en Béarn de la part du consistoire, était arrivé à Castres dès le 29 octobre 1593, et il y remplit la double charge de ministre et de professeur jusqu’à sa mort.
Selon Jean Senebier, Daneau « eut la malheureuse facilité de la plupart des savans de son siècle, sans avoir leur, génie et leur discernement. Aussi la postérité a jugé ses travaux inutiles à l’instruction de ceux qui existent ; elle a relégué ses nombreux volumes dans les coins poudreux des bibliothèques. » Pourtant, les ouvrages de Daneau étaient appréciés à son époque. La plupart ont été réimprimés plusieurs fois, et quelques-uns même traduits en différentes langues. Si on a cessé de les lire, avec le temps, ce que la science, que Daneau possédait des connaissances si vastes qu’on s’étonnait qu’un homme eut pu tant apprendre et retenir, et qu’il passait, avec raison, pour être versé plus qu’aucun de ses contemporains dans la théologie scolastique, a cessé d’être juste. D’autre part, les questions dont il a débattu ont cessé d’intéresser. Dans le nombre, il en est cependant qui, comme l’Ethices Christianae, méritaient de ne pas tomber dans un aussi profond oubli. Loin de considérer ses travaux comme inutiles, les contemporains de Daneau en faisaient le plus grand cas. Le Synode national de Montauban, qui le choisit pour entrer en conférence avec les théologiens de l’Église romaine, et qui sanctionna la publication de sa réfutation de quelques-uns des ouvrages de Bellarmin, lui accordait apparemment quelque estime. Le Synode national de Castres,  lui décerna, quant à lui, le titre de « très fameux pasteur et professeur en théologie, » et invita son fils à rassembler et à publier « ses savans ouvrages, » en promettant de se charger des frais d’impression. Le lexicographe Melchior Adam a, en outre, donné à Daneau les épithètes de theologus pius, de philologus elegans, tandis que Meursius l’a rangé inter proestantissimos et exercitatissimos theologos, ou bien encore celui de l’historien de Thou, qui le qualifie de magnes eruditionis theologus. Il a néanmoins publié, en 1574, un ouvrage qui a été sujet à controverse, Les sorciers, dialogue très utile et très nécessaire pour ce temps, où il admet l’existence des sorciers, attestée par la Bible et signale, entre autres, les moyens les plus sûrs de se garder de leurs maléfices. Lorsqu’on lui offrit un chaire de théologie à l’université de Leyde, le Conseil de Leyde s’y opposa violemment en déclarant vouloir « résister à l’Inquisition de Genève non moins qu’à celle de l’Espagne » et celui-ci dut quitter la ville. Daneau avait été marié deux fois, la première en France, la seconde à Genève avec la fille d’un prévôt des marchands d’Orléans réfugié en Suisse. Il eut une fille, nommée Marie, mariée à Daniel de Laborde bourgeois et marchand d'Orthez et un fils, nommé Josias, qui lui succéda dans l’église de Castres. Ses descendants professaient encore la religion protestante en 1685.

## Publications
- Deux traitez de Florent Tertullien : l’un des parures et omemens, l’autre des habits et accoustremens des femmes chrestiennes, trad. du latin, Paris, 1565, in-8°; Gen., 1580, in-8°.
- Deux traittez de S. C. Cyprian... l'un contre les jeux et joueurs de cartes et de dez, l'autre par lequel il monstre que l'homme chrestien ne doit voir ni assister à aucuns jeux de battelage ni aux spectacles publics... le tout mis en français par L. Daneau.., s.l. : imprimé nouvellement, 1566 Traduction du traité De aleatoribus du Pseudo-Cyprien.
- Methodus Sacroe Scripturce in publicis tùm proelectionibus tùm concionibus, utiliter atque intelligenter tractandoe, quoe praxi, id est aliquot exemplis et perpétuo in Epist. Pauli ad Philemonem commentario illustratur, Genève, 1570, in-8°; 1579, in-8°; 1584, in-8°Un des premiers essais d’homilétique publié par les calvinistes.
- Les trois livres d’Hésiode intitulez les Œuvres et les Jours, Genève, 1571, in-8°.
- Elenchi hoereticorum, Genève, 1573, in-8°C’est un des meilleurs ouvrages de Daneau qui y expose une. méthode infaillible, selon lui, pour résoudre toutes les objections des hérétiques.
- Harmonia seu tabules in Proverbia et Ecclesiasten.Imprimé avec le Commentaire de J. Mercier, Genève, 1573, in-f°.
- Les sorciers, dialogue très utile et très nécessaire pour ce temps, Genève, I. Bourgeois, 1574, in-8°.Traité qui lui valut d’être récusé comme professeur à l’université de Leyde.
- De veneficiis quos olim sortilegos, nunc autem vulgo sortiarios vocant, dialogus, Genève, 1574, in-8°; Colon. Agrip., 1575, in-8°; Gen., 1584, in-8°; trad. en angl., Londres, 1575, in-8°.Traduction latine de l’ouvrage précédent.
- Brieve remonstrance sur les jeux de sort, ou de hazard. Et principalement de dez ou de cartes. En laquelle le premier inventeur desdits jeux, et maux infinis qui en adviennent, sont declarez. Contre la dissolution de ce temps. [Genève] : Jacques Bourgeois, 1574
- Deux traictez nouveaux très utiles pour ce temps : le premier touchant les sorciers, augmenté de deux procez extraits des greffes ; le second contient une briève remonstrance sur les jeux de cartes et de dez. [Genève] : "Jacques Baumet" [Jacques I Chouet], 1579 (réimp. des traités "Les sorciers" et "Remonstrance sur les jeux de sort")
- D. Aurelii Augustini Enchiridion ad Laurentium cum commentariis, Genève, 1575, in-8°; 1579, in-8°.
- Physica christiana, sive christiàna de rerum creatarum origine et usu disputatio, Genève, 1576, in-8°Daneau y ajouta plus tard une seconde partie De rerum creatarum naturâ, dont on ne connait pas la première édition. Peut-être fut-elle publiée d’abord avec la réimp. de la première partie, Genève, 1580, in-8°. Les bibliographes citent encore des édit. de Genève, 1582, 1602 et 1606 in-8°. Tycho Brahe parle avec éloge de cet ouvrage.
- Aurelii Augustini liber de haresihus, emendatus et commentariis illusiratus ; additoe sunt hoereses ab orbe çondito ad constitutum papismum et mahumetismum, etiam eoe quoe hic erant ab Augustino proetermissoe, Genève, 1576, in-8°; 1595, in-8°; 1678, in-8°.
- Tractatus de Antichristo, Genève, 1576, in-8°: 1582, in-8°; traduit en français, par J. F. S. M., Genève, 1577, in-8°; 1579, in-8°; et en anglais, Londres, 1589, in-f°.
- Ethices Christianae, libri tres : in quibus de veris humanarum actionum principiis agitur : atque etiam legis diuinae, siue Decalogi, explicatio, illúsque cum scriptis scholasticorum, iure naturali siue philosophico, ciuili Romano rŭ, & canonico collatio continetur praeterea virtutum & vitiorum, quae passim vel in Sacra Scriptura vel alibi occurru[n]t, quaeq́ue ad singula legis Diuinae praecepta reuocantur, variae definitiones, Genève, 1577, in-8° ; 1583, in-8° ; 1604, in-8°; 1644, in-8°.Le but de l’auteur était d’établir les vrais principes de la morale, en prenant pour guide le décalogue, qu’il tenait pour le résumé complet de tous les devoirs, et en le comparant avec les doctrines des scolastiques, le droit naturel ou philosophique, comme il l’appelle, le droit romain et le droit canonique. Il passe en revue les différentes définitions des vertus et des vices qui se rencontrent soit dans l’Écriture, soit ailleurs, et fait ressortir la relation des vices et des vertus avec la loi divine. Tout ce qu’il expose, avec autant de clarté que de logique, sur les motifs des actions bonnes ou mauvaises, le libre arbitre, la vertu, montre une étude approfondie des écrits d’Aristote, d’Augustin et des principaux scolastiques. Zélé défenseur du calvinisme pur, il s’efforce de mettre d’accord la prédestination absolue avec la morale, comme s’il avait eu principalement en vue de contrer le reproche qu’on adressait dès lors à la doctrine de Calvin, de ruiner la morale. Il ne met pas moins de soin à distinguer la morale chrétienne de la morale philosophique et de la morale scolastique, et à faire ressortir la supériorité de la première. Selon lui, la morale philosophique, ne reconnaissant pas Dieu pour principe et fin des bonnes œuvres, n’est propre qu’à nourrir l’égoïsme et la vanité. La morale scolastique, en enseignant qu’il peut y avoir de bonnes œuvres qui n’aient pas pour but l’honneur de Dieu, et en mêlant ainsi le divin à l’humain, est encore fort imparfaite. La morale chrétienne, au contraire, apprend que le but de toutes nos actions doit être la gloire de Dieu ; que l’amour est le sommaire de la loi, et que la loi de Dieu doit être la règle de toute notre conduite. Moraliste sévère jusqu’à l’ascétisme, Daneau proscrit les jeux, les danses, les spectacles, les parures déshonnêtes, les festins somptueux ; il s’étend longuement sur l’immoralité du mensonge et condamne même le mensonge officieux, Dieu étant vérité et Satan le père du mensonge ; cependant il ne défend pas le prêt à intérêt avec certaines restrictions. Comme Calvin, comme de Bèze et presque tous les réformateurs, il reconnait au magistrat le droit de punir de mort les hérétiques. Enfin il résout un grand nombre de cas de conscience avec beaucoup de sagacité et une érudition peu commune.
- In D. Paulipriorem Epist. ad Timoth. commeniarius, Genève, 1578, in-8°.
- Paratitla in D. Aurelii Augustini tomos II proecipuos [VI et Vil], sivc in libros contra Manichoeos, Priscillianistas, Arianos, Jovinianistas, Donatistas, Genève, 1578, 2 vol. in-8°.
- Ad novas G. Genebrardi calumnias in orthodoxam Evangelicorum de S. Trinitate doctrinam responsio, Genève, 1578, in-8°.
- Commentarius in XII prophetas minores, Genève, 1578 et 1586, in-8°; 1594, in-8°.
- Explicatio aliquot locorum difficilium Danielis in tractatu de Antichristo, Genève, 1578, in-8°.
- Tractatus de amicitiâ christianâ, Genève, 1579, in-8°; trad. en allemand, Hanovre, 1644, in-8°, et en angl., Lond., 1586, in-8°.
- De ludo aleae libellus adversus corruptissimos hujus sæculi mores omnino necessarius, Genève, 1579, in- 8°.
- Ad Nicolai Selnecceri librum qui inscribitur : Necessaria et brevis repetitio, etc., brevis, modesta et necessaria responsio, Genève, 1579, in-8°.
- Traité des danses, auquel est amplement résolue la question à sçavoir s’il est permis aux chrestiens de danser, [Gen.] François Estienne, 1579, in-8°; Genève, 1580, in-8°; 1582, in-12.Daneau se prononce naturellement pour la négative.
- Traité de l’estat honneste des chrestiens en leur accoustrement, Genève, 1580, in-8°.
- Geographioe poeticoe lib. IV, seu universoe terris descriptio ex optimis poëtis latinis, Genève, 1580, in-8°.
- Ad Steph. Gerlachium et illius Anti-Danœum necessaria responsio, Tübingen, 1580, in-4°; réimp. Genève, 1581, in-8°, avec les Nos XXXII, XXXIII et XXXIV.
- Anti Osiander, sive Apoogi a christiana pro ecclesiis Helveticis et earum de coenâ Domini sententiâ, Genève, 1580, in-8°.
- Ad insidiosum L. Osiandri scriptum, quod Pia et fidelis ad gallicas et belgicas ecclesias admouitio inscribitur, necessaria responsio et salutaris prcecautio ad easdem ecclesias, Genève, 1580, in-8°.
- In Pétri Lombardi lib. I Sententiarum, qui est de Deo uno et trino, commentarius triplex, Genève, 1580, in-8°. Avec une préface sur l’origine et les progrès de la philosophie scolastique.
- Thèses de oratione dominicâ, Leyde, 1584, in-°.
- Demonstratio antithesis, seurepugnantioe thesium repetitionis doctrines J. Andrew de personâ Christi, Leyde, 1584, in-8°.
- Examen libri de duabus in Christo naturis à Martino Kemnitio conscripti, Genève, 1584, in-8°.
- De tribus gravissimis et hoc tempore maxime vexatis quoestionibus : 1° de s. Domini ccenâ, 2° de majestate hominis Christi, 3° de non damnandis Dei ecclesiis nec auditis nec vocatis, ad fratres Tubingenses responsio, Genève, 1584, in-8°; 2e édit., Genève, 1584, in-8°.
- Encaustice et collustratio colorum quibus injusta omnium orthodoxorum ecclesioe Dei pastorum condemnatio à L. Osiandro et aliis quibusdam facta, priùs delineata tantùm fuerat in Anti-Osiandro, adv. Laconici sive Nicodemi, equitis à Stnrmeneck, inanem et, ut ipse vocat, quatriduanam spongiam, Genève, 1584, in-8°.
- Ad Nic. Selneccerum de exegesi Saxonicâ brevis epistola, Genève, 1581, in-8°.
- La physigue françoise, comprenanten XIII livres ou traitez, à sçavoir un d’Aristote, onze de saint Basile et un de Damascène, le discours des choses naturelles tant célestes que terrestres, trad. du grec en franc., Gen., Vignon, 1584, in-8°
- Apologia s eu vera et or thodoxa orthodoxes Patrum sententioe defensio ac interpretatio de adoratione carnis Domininostri J.-Ch., Antv., 1582, in-8°.
- Sôphismatum Stephan. Gerlachii de omnipressentiel carnis elenchus, 1582, in-8°.
- Articuli de coenâ dominicâ, ministris ecclesiarum et scholarum Marchiticarum, mandata D. Joannis Georgii, marchionis Brandemburgici, proponendi, et ad eosdem brevis et necessaria responsio, 1582, in-8°.
- Ad Libellum anonymi De externâ et visibili Dei ecclesiâ, seu potiùs adv. externam et visibilem ecclesiam, utilis et necessaria responsio, Genève, 1582, in-8°.
- Orationis dominical explicatio, Genève, 1583, in-8°
- Opuscula omnia theologica, ab ipso autore recognita et in très classes divisa, Genève, 1583, fol.; 1654, in-folLa 1re classe contient les livres didactiques ; la seconde, les livres exégétiques ; la troisième, les livres polémiques.
- Commentarius in Matthœum, Genève, 1583, in-8°.
- Aphorismorum politicorum sylva, Antv., 1583, in-8° ; Leyde, 1642, in-4° ; réimp. sous le titre : Politici aphorismi ex optimis quibusque tùm groecis tùm latinis scriptoribus collecti, Leyde, 1620, in-4° ; nouv. édit. augm. par Bronchorst, Leyde, 1623, in-4° ; 1639, in-4° ; Ultrecht, 1652, in-4°.
- Christianoe Isagoges ad christianorum theologorum locos communes lib. II, Genève, 1584, Vignon, 5 vol. in-8°; nouv. édit., aug. de deux livres, Genève, 1588, in-8°; 3e édit. augm. de deux nouv. livres, Genève, 1594, in-8°.Préface de De Bèze.
- Assertio de humanâ Christi naturâ, quod neque in unione personali, neque per unionem personalem cum Deitate logu sit et evaserit Deus, Genève, 1585, in-8°.
- Confirmatio veroe et orthodoxes doctrines quod Christus sit et verus Deus et Patri homousios et aequalis, contra Gilbertum Genebrardum, Genève, 1585, in-8°.
- Commentarius in Evangelium Joannis, Genève, 1585, in-8°.
- Commentarius in III Epistolas Joannis et unicam Judoe, Genève, Vignon, 1585, in-fol.
- Quoestionum in Evangelium Domini nostri J.-Ch. secundùm Mathœumlib. I, Orthes., L. Rabirius, 1588, in-4°.
- Traité de la messe et de la transsubstantiation, La Rochelle, 1589, in-8°.
- De prima mundi oetate lib. IV, Orthesii, 1590, in-8°; réimp. sous le titre : Primi mundi antiquitatum sectiones IV, Genève, 1596, in-8°.
- Symboli apostolici explicatio, Genève, 1592, in-8°.
- Quoestionum et scholiarum in Evangelium secundùm Marcum lib. I, Genève, 1594, in-4 2.
- D. Pauli vita ex Scriptura sacra excerpta, Gen., 1595, in-8°. Publié aussi en français.
- Politices christianoe lib. VII, Genève, 1596, in-8°; 1606, in-8°.
- Ad. Rob. Bellarmini Disputationes theologicas de rebus in religione controversis, responsio, Genève, 1596 et 1598, 2 vol. in-8°.

Nombre de ces ouvrages ont été traduits en anglais, en allemand et en néerlandais.
On conserve, en outre, à la Bibliothèque de la ville de Berne (Collection Bongars, no 141), un grand nombre de lettres de Daneau adressées à P. Daniel, avocat au parlement de Paris.